# Borkovići (Bośnia i Hercegowina)
Borkovići (cyr. Борковићи) – wieś w Bośni i Hercegowinie, w Republice Serbskiej, w mieście Banja Luka. W 2013 roku liczyła 585 mieszkańców.